# ملاقات ابوت و کاستلو با قاتل، بوریس کارلوف
ملاقات ابوت و کاستلو با قاتل، بوریس کارلوف (انگلیسی: Abbott and Costello Meet the Killer, Boris Karloff) فیلمی به کارگردانی چارلز بارتون محصول سال ۱۹۴۹ کشور ایالات متحده آمریکا است.